# Піпін III Короткий
Піпін ІІІ Короткий (фр. Pépin le Bref; 714 — 24 вересня 768) — король франків із династії Каролінгів, батько Карла I Великого. 741 року Піпін із братом Карломаном успадкували від батька Карла Мартела мажордомство, що в ті часи означало фактичне правління франками. Піпін, заручившись згодою папи Захарія, повалив останнього короля з династії Меровінгів, і з 751 року посів трон.
Піпіна Короткого називали також Піпіном III, оскільки його діда й діда його діда теж звали Піпіном: Піпін Герістальський та Піпін Ланденський, відповідно.
Відомий також «дар Піпіна» — коли 756 року франкський король Піпін III звільнив Равенну від лангобардів та допоміг Папі Римському стати світським правителем держави в серединній Італії, до якої входив Рим. У політичному плані Папа перебував під захистом франкських королів.

## Перші роки правління

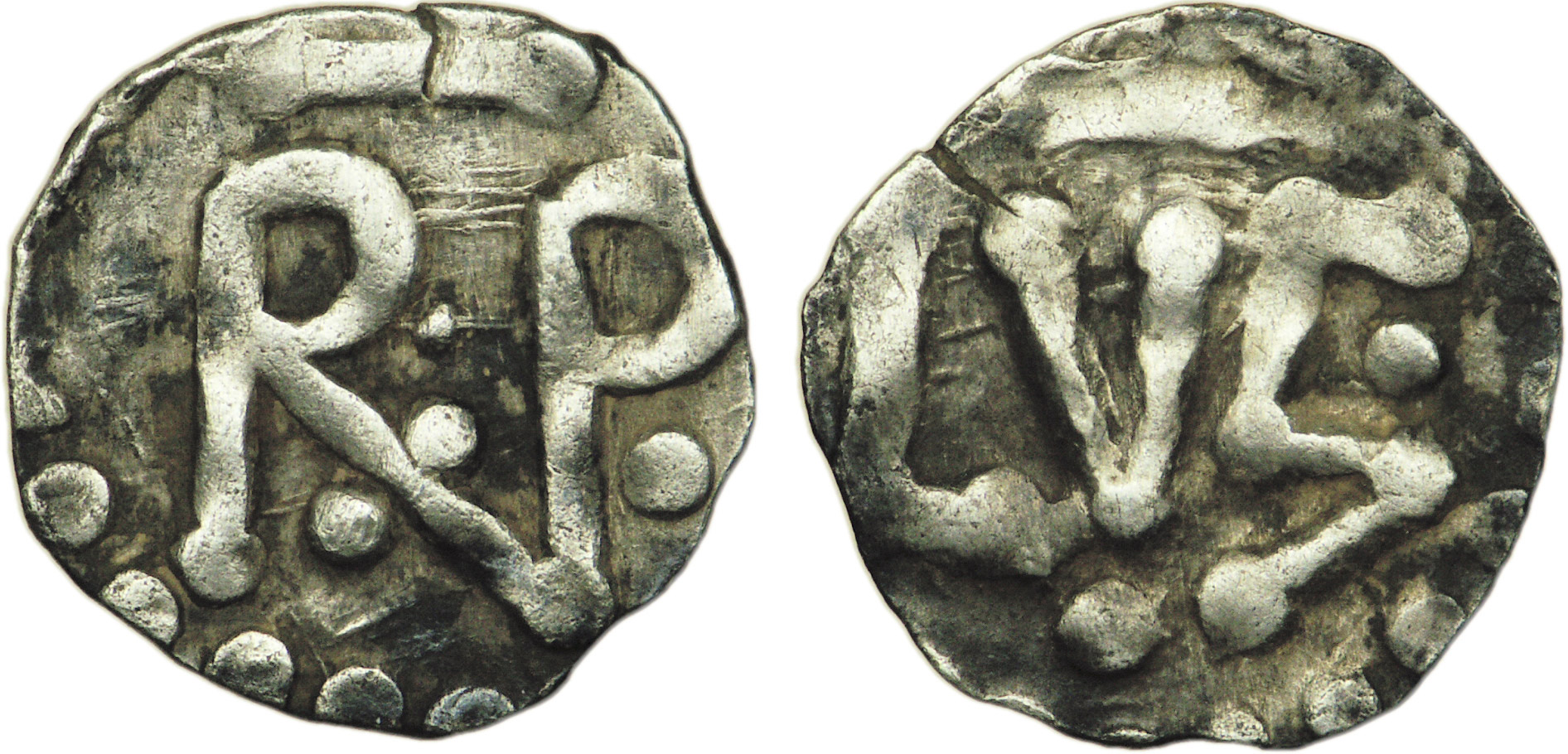
Денарій Піпіна Короткого (751-768) 14,5мм, 1,29г.

Після поділу з братом Карломаном батьківської спадщини отримав більшу частину Нейстрії, Бургундію, Прованс і досить гіпотетичний контроль над Аквітанією.
Ледь Карл Мартел був похований в абатстві Сен-Дені, як почалися смути й війни. Кровний брат королів, Грифон, що перебував під впливом своєї матері Свангільди, опанував Ланом і зажадав собі рівної частки з братами. Карломан і Піпін пішли на нього війною, відняли ті крихти, що він отримав з волі батька, і помістили Грифона в Арденнський замок.
Слідом за тим брати повинні були вести важку війну проти відпалих від них аквітанців, баварців і алеманів. 742 року вони виступили в похід проти аквітанського герцога Гунольда, спустошили країну на південь від Луари, зруйнували Лош, але марно намагалися заволодіти Буржом. Звідти вони пішли в Алеманію і дійшли до берегів Дунаю, всюди вимагаючи данини й заручників. Через те що вороги звинувачували синів Мартела в тому, що вони відібрали владу у законної династії, Піпін і Карломан у 742 році звели на престол одного з Меровінгів, Хільдеріка III, не давши йому, втім, ніякої реальної влади.